# Alexandra Lazic

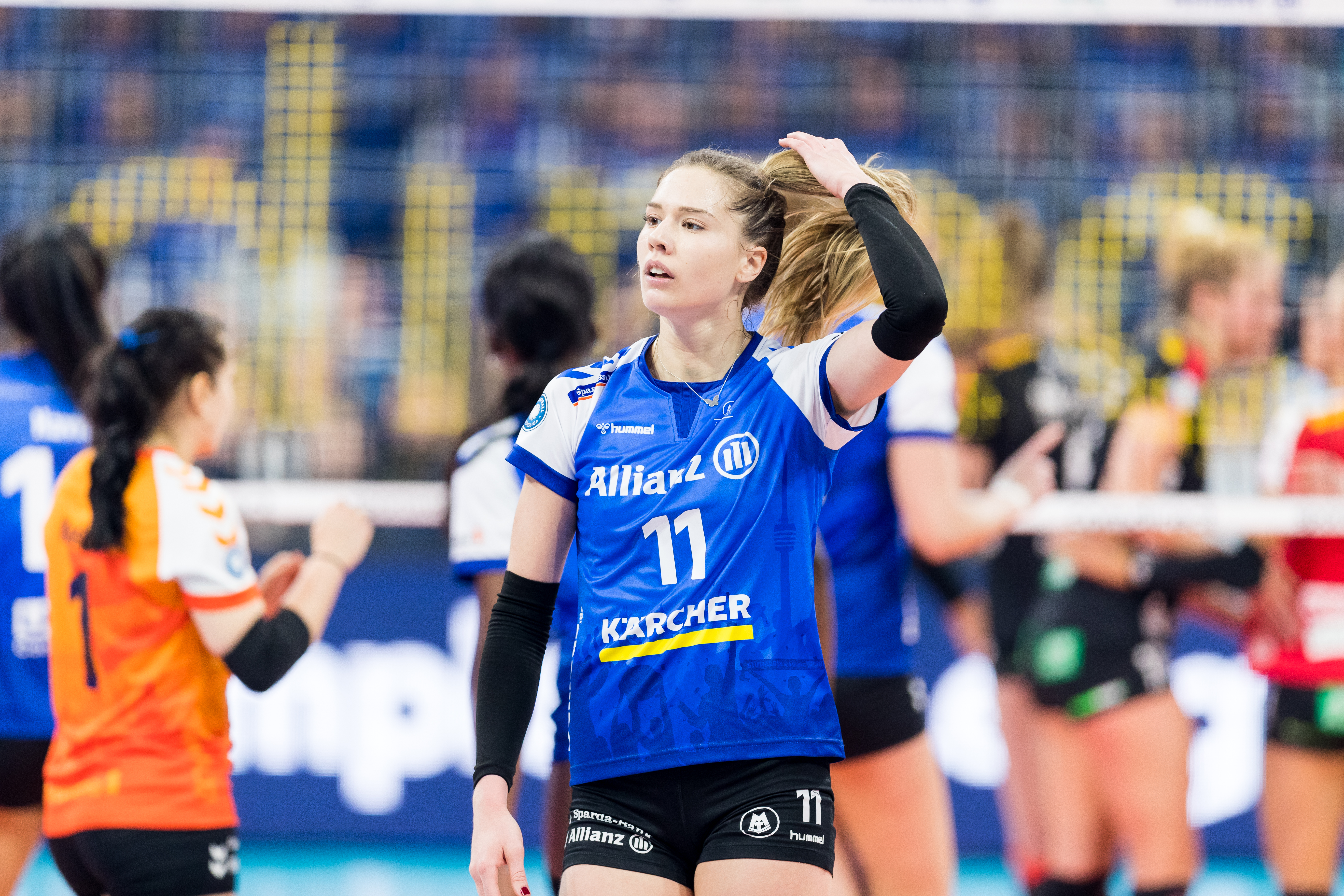
Alexandra Lazic zawodniczką Allianzu MTV Stuttgart

Alexandra Lazic (ur. 24 września 1994 w Lenhovdzie) – szwedzka siatkarka, grająca na pozycji przyjmującej. 
Jej siostra bliźniaczka Rebecka, również jest siatkarką.

## Przebieg kariery siatkarskiej
| Sezon     | Klub                           |
| --------- | ------------------------------ |
| 2011/2012 | Svedala Vbk Rig Falkoping      |
| 2012/2013 | RC Cannes                      |
| 2013/2014 | RC Cannes                      |
| 2014/2015 | RC Cannes                      |
| 2015/2016 | RC Cannes                      |
| 2016/2017 | ES Le Cannet-Rocheville        |
| 2017/2018 | Voléro Zurych                  |
| 2018/2019 | Nilüfer Belediyespor           |
| 2019/2020 | Allianz MTV Stuttgart          |
| 2020/2021 | KS DevelopRes Rzeszów          |
| 2021/2022 | E.Leclerc Moya Radomka Radom   |
| 2022/2023 | Bartoccini Fortinfissi Perugia |
| 2023/2024 | Il Bisonte Firenze             |

## Sukcesy klubowe
Puchar Francji:
- 2013, 2014, 2016

Liga francuska:
- 2013, 2014, 2015
- 2016, 2017

Superpuchar Szwajcarii:
- 2017

Puchar Szwajcarii:
- 2018

Liga szwajcarska:
- 2018

Liga polska:
- 2021

## Sukcesy reprezentacyjne
Złota Liga Europejska:
- 2024[6]
- 2023[7]